# Albert Acevedo
Albert Alejandro Acevedo Vergara (Conchalí, Región Metropolitana de Santiago, Chile, 6 de mayo de 1983) es un exfutbolista chileno. Jugaba de defensa y su último club fue Magallanes. Además, fue internacional absoluto con la Selección Chilena de Fútbol entre 2009 y 2013, disputando tres partidos amistosos.

## Trayectoria
Se formó como jugador en Unión Española, llegando a Universidad Católica el año 2002. En dicho equipo se consolidó futbolísticamente, obteniendo el título del Torneo de Apertura 2002. Eso sí, no es sino hasta el clausura del mismo año donde logra afirmarse como titular. En 2003 fue pieza fundamental para el entonces técnico de la UC Óscar Meneses, quien lo utilizó en diferentes posiciones, haciendo valer su característica de polifuncional. Luego de esto ya hasta 2006 sus participaciones no fueron muy afortunadas, debido a innumerables lesiones. 
Este año emigró a préstamo a Cobreloa, donde se consolidó como titular para volver en 2007 a Católica donde nuevamente se ganó un lugar en el equipo con Fernando Carvallo. 
El día 23 de diciembre de 2008 ficha por O'Higgins de Rancagua, club en el cual fue titular indiscutido y una pieza fundamental en defensa. El día 27 de diciembre de 2010 ficha por Universidad de Chile, y es presentado oficialmente el 6 de enero de 2011 junto con Matías Pérez García. 
Con este club, Acevedo logró tres títulos nacionales consecutivos y el primer trofeo internacional para "la U": la Copa Sudamericana 2011, donde tuvo importantes actuaciones. Una de ellas en la final de ida del certamen ante Liga Deportiva Universitaria de Quito, en que logró anular eficientemente a Ezequiel González (principal habilitador del conjunto ecuatoriano).
Luego de esto en las siguientes temporadas no logra continuidad en los azules, jugando una poca cantidad de partidos y emigrando del club con 5 títulos. En enero de 2014 se confirma su regreso a O'Higgins.
Con los celestes vuelve a ser titular en el cuadro que en ese entonces dirigía Eduardo Berizzo y además, obtuvo su primer título en la institución la Supercopa de Chile 2014. Fue capitán y un referente en la defensa del equipo rancagüino, sumando un total de 10 temporadas en la institución.
El 6 de enero de 2022, tras no ser renovado por O'Higgins y tras casi 300 apariciones con el equipo de Rancagua, fue anunciado como nuevo refuerzo de Magallanes, a través de la cuenta de Twitter de dicho club. Su debut con el elenco "carabalero" llegó el 16 de febrero de 2022, en el triunfo 2-0 sobre Deportes Puerto Montt.
El día 13 de diciembre de 2023 jugó junto a Magallanes su último partido como profesional, en la derrota 3-1 frente a Colo-Colo por la final de la Copa Chile.

## Selección nacional
A nivel juvenil, en enero de 2003 fue nominado por el técnico César Vaccia para participar en el Sudamericano Sub-20 de Uruguay 2003 con el fin de clasificar a la Mundial de Emiratos Árabes Unidos 2003. En el Sudamericano disputó 4 partidos y no anotó goles, la selección no clasificó al Mundial tras finalizar penúltima en el Grupo B con 3 puntos. También tuvo participaciones en la selección sub-23. Además, fue titular en dos encuentros amistosos por la selección adulta contra la Selección de fútbol de Honduras en Estados Unidos y con la Selección de fútbol de Haití en Concepción. Fue convocado por Jorge Sampaoli en las Clasificatorias al Mundial de Brasil 2014, sin embargo, solo fue suplente.
Su última convocatoria por la Selección de Fútbol de Chile se produjo el 22 de enero de 2014 en un amistoso internacional previo al Mundial Brasil 2014, donde La Roja superó 4-0 a la Selección de Fútbol de Costa Rica en un partido jugado en Estadio Francisco Sánchez Rumoroso de Coquimbo.

### Participaciones en Sudamericanos
| Sudamericano             | Sede    | Resultado    | Partidos | Goles |
| ------------------------ | ------- | ------------ | -------- | ----- |
| Sudamericano Sub-20 2003 | Uruguay | Primera fase | 4        | 0     |

### Partidos internacionales
Actualizado hasta el 20 de enero de 2013.
| 1     | 17 de enero de 2009 | Lockhart Stadium, Fort Lauderdale, Estados Unidos        | Honduras   | 2-0 | Chile   |   | Amistoso |  |
| 2     | 15 de enero de 2013 | Estadio La Portada, La Serena, Chile                     | Chile      | 2-1 | Senegal |   | Amistoso |  |
| 2     | 19 de enero de 2013 | Estadio Alcaldesa Ester Roa Rebolledo, Concepción, Chile | Chile      | 3-0 | Haití   |   | Amistoso |  |
| Total | Total               | Total                                                    | Presencias | 3   | Goles   | 0 |          |  |

| Selección chilena | Selección chilena | Selección chilena |
| Año               | Partidos          | Goles             |
| ----------------- | ----------------- | ----------------- |
| 2009              | 1                 | 0                 |
| 2013              | 2                 | 0                 |
| Total             | 3                 | 0                 |

## Estadísticas
| Club                         | Div.          | Temporada     | Liga  | Liga  | Copas nacionales | Copas nacionales | Torneos internacionales | Torneos internacionales | Total | Total |
| Club                         | Div.          | Temporada     | Part. | Goles | Part.            | Goles            | Part.                   | Goles                   | Part. | Goles |
| ---------------------------- | ------------- | ------------- | ----- | ----- | ---------------- | ---------------- | ----------------------- | ----------------------- | ----- | ----- |
| Universidad Católica · Chile | 1.ª           | 2002          | 14    | 2     | —                | —                | —                       | —                       | 14    | 2     |
| Universidad Católica · Chile | 1.ª           | 2003          | 25    | 1     | —                | —                | —                       | —                       | 25    | 1     |
| Universidad Católica · Chile | 1.ª           | 2004          | 11    | 1     | —                | —                | —                       | —                       | 11    | 1     |
| Universidad Católica · Chile | 1.ª           | 2005          | 11    | 1     | —                | —                | —                       | —                       | 11    | 1     |
| Universidad Católica · Chile | 1.ª           | 2006          | 1     | 0     | —                | —                | —                       | —                       | 1     | 0     |
| Universidad Católica · Chile | 1.ª           | 2007          | 27    | 3     | —                | —                | —                       | —                       | 27    | 3     |
| Universidad Católica · Chile | 1.ª           | 2008          | 20    | 2     | —                | —                | 5                       | 0                       | 25    | 2     |
| Universidad Católica · Chile | Total club    | Total club    | 109   | 10    | 0                | 0                | 5                       | 0                       | 114   | 10    |
| Cobreloa · Chile             | 1.ª           | 2006          | 18    | 0     | —                | —                | —                       | —                       | 18    | 0     |
| Cobreloa · Chile             | Total club    | Total club    | 18    | 0     | 0                | 0                | 0                       | 0                       | 18    | 0     |
| O'Higgins · Chile            | 1.ª           | 2009          | 32    | 1     | —                | —                | —                       | —                       | 32    | 1     |
| O'Higgins · Chile            | 1.ª           | 2010          | 29    | 1     | —                | —                | —                       | —                       | 29    | 1     |
| Universidad de Chile · Chile | 1.ª           | 2011          | 30    | 2     | 6                | 0                | 7                       | 0                       | 43    | 2     |
| Universidad de Chile · Chile | 1.ª           | 2012          | 31    | 1     | 11               | 0                | 13                      | 0                       | 55    | 1     |
| Universidad de Chile · Chile | 1.ª           | 2013          | 13    | 1     | —                | —                | 6                       | 0                       | 19    | 1     |
| Universidad de Chile · Chile | 1.ª           | 2013-14       | 5     | 0     | —                | —                | 1                       | 0                       | 6     | 0     |
| Universidad de Chile · Chile | Total club    | Total club    | 79    | 4     | 17               | 0                | 27                      | 0                       | 123   | 4     |
| O'Higgins · Chile            | 1.ª           | 2013-14       | 11    | 1     | 2                | 0                | 6                       | 0                       | 19    | 1     |
| O'Higgins · Chile            | 1.ª           | 2014-15       | 33    | 2     | 3                | 0                | —                       | —                       | 36    | 2     |
| O'Higgins · Chile            | 1.ª           | 2015-16       | 26    | 4     | 2                | 0                | —                       | —                       | 28    | 4     |
| O'Higgins · Chile            | 1.ª           | 2016-17       | 30    | 0     | 2                | 0                | 4                       | 1                       | 36    | 3     |
| O'Higgins · Chile            | 1.ª           | 2017          | 8     | 0     | 2                | 0                | —                       | —                       | 10    | 0     |
| O'Higgins · Chile            | 1.ª           | 2018          | 22    | 2     | 1                | 0                | —                       | —                       | 23    | 2     |
| O'Higgins · Chile            | 1.ª           | 2019          | 21    | 2     | 4                | 0                | —                       | —                       | 25    | 2     |
| O'Higgins · Chile            | 1.ª           | 2020          | 25    | 2     | —                | —                | —                       | —                       | 25    | 2     |
| O'Higgins · Chile            | 1.ª           | 2021          | 17    | 0     | 3                | 0                | —                       | —                       | 20    | 0     |
| O'Higgins · Chile            | Total club    | Total club    | 254   | 15    | 19               | 0                | 10                      | 1                       | 282   | 16    |
| Magallanes · Chile           | 2.ª           | 2022          | 30    | 0     | 5                | 0                | —                       | —                       | 35    | 0     |
| Magallanes · Chile           | 1.ª           | 2023          | 10    | 0     | 6                | 0                | 2                       | 0                       | 18    | 0     |
| Magallanes · Chile           | Total club    | Total club    | 40    | 0     | 11               | 0                | 2                       | 0                       | 53    | 0     |
| Total carrera                | Total carrera | Total carrera | 500   | 29    | 47               | 0                | 44                      | 1                       | 591   | 30    |
| 1. 2. 3.                     |               |               |       |       |                  |                  |                         |                         |       |       |

### Resumen estadístico
| Competición               | Partidos | Goles |
| ------------------------- | -------- | ----- |
| Primera División de Chile | 460      | 30    |
| Primera B de Chile        | 27       | 0     |
| Copa Chile                | 39       | 0     |
| Supercopa de Chile        | 1        | 0     |
| Copa Libertadores         | 20       | 0     |
| Copa Sudamericana         | 20       | 1     |
| Recopa Sudamericana       | 2        | 0     |
| Selección de Chile        | 2        | 0     |
| Total                     | 568      | 31    |

## Palmarés

### Campeonatos nacionales
| Título                    | Equipo               | País  | Año     |
| ------------------------- | -------------------- | ----- | ------- |
| Primera División de Chile | Universidad Católica | Chile | 2002-A  |
| Primera División de Chile | Universidad Católica | Chile | 2005-C  |
| Primera División de Chile | Universidad de Chile | Chile | 2011-A  |
| Primera División de Chile | Universidad de Chile | Chile | 2011-C  |
| Primera División de Chile | Universidad de Chile | Chile | 2012-A  |
| Copa Chile                | Universidad de Chile | Chile | 2012-13 |
| Supercopa de Chile        | O'Higgins            | Chile | 2014    |
| Primera B                 | Magallanes           | Chile | 2022    |
| Copa Chile                | Magallanes           | Chile | 2022    |
| Supercopa de Chile        | Magallanes           | Chile | 2023    |

### Copas internacionales
| Título            | Equipo               | País  | Año  |
| ----------------- | -------------------- | ----- | ---- |
| Copa Sudamericana | Universidad de Chile | Chile | 2011 |